# حمض التيجليك

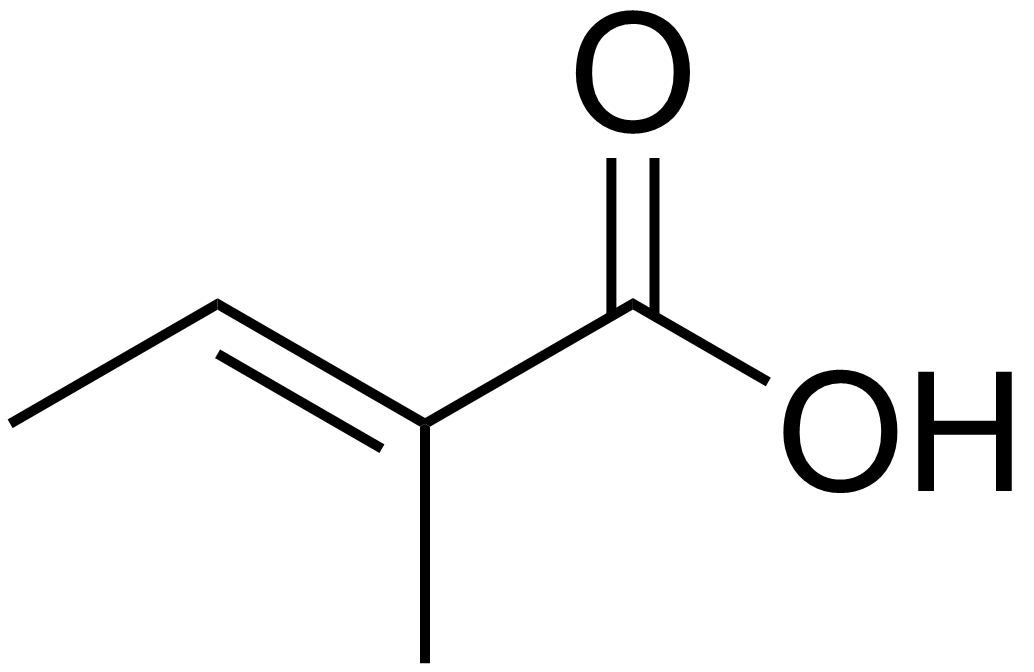
اسم يوباك المفضل
(2E) -2-ميثيلبوت-2-إنويك أسيد
صيغة كيميائية
C5H8O2
الكتلة المولية 100.116 جم / مول
الكثافة 0.9641 g / cm3 (76 و ديغ؛ c)
نقطة الانصهار 63.5 إلى 64 درجة مئوية (146.3 إلى 147.2 درجة فهرنهايت؛ 336.6 إلى 337.1 K)
نقطة الغليان 198.5 درجة مئوية (389.3 درجة فهرنهايت؛ 471.6 ك)
الحموضة (pka) 4.96

هو حمض عضوي غير مشبع أحادي الكربوكسيل. وهو موجود في زيت كروتون وفي العديد من المنتجات الطبيعية الأخرى. كما يتم عزلها أيضًا من الإفرازات الدفاعية لبعض الخنافس.

## الخواص والاستخدامات
حمض التيجليك له رابطة مزدوجة بين الكربونات الثانية والثالثة من السلسلة. حمض التيجليك وحمض الأنجليك يقومان بتشكيل زوج من الأيزومرات cis-trans. حمض التيجليك هو مادة متطايرة وقابلة للتبلور وله رائحة حلوة، دافئة، حارة. وهو يستخدم في صنع العطور وكعامل مُنكِّه. وتسمى أملاح واسترات حمض التيجليك ب تيغلاتس.

## السمية
حمض التيجليك يسبب تهيج (تحسس) للجلد والعين.استنشاقه يسبب تهيج الجهاز التنفسي. وهو مدرج في قانون مراقبة المواد السامة.